# Aloe linearifolia
Aloe linearifolia är en grästrädsväxtart som beskrevs av Alwin Berger. Aloe linearifolia ingår i släktet Aloe och familjen grästrädsväxter. Inga underarter finns listade i Catalogue of Life.